# Luchthaven Ignatjevo
Luchthaven Ignatjevo (Russisch: Аэропорт Игнатьево) is een luchthaven in de oblast Amoer, Rusland. Het ligt gelegen op 20 kilometer afstand van de stad Blagovesjtsjensk. Het biedt middelgrote vliegtuigen en kent een 24 uur-service. Het vliegveld heeft ruimte voor 44 vliegtuigen. Ook is er een baan voor militaire doeleinden.